# Léa (film, 2011)
Pour plus de détails, voir Fiche technique et Distribution.
Léa est un film français réalisé par Bruno Rolland, sorti en 2011.

## Synopsis[1]
Léa vit au Havre, avec sa grand-mère dont elle s'occupe, et pour boucler les fins de mois, travaille comme serveuse dans un bar. Mais Léa rêve d'une autre vie, elle rêve de Sciences Po Paris. Le jour où elle est acceptée dans la prestigieuse école, elle est placée face à un dilemme : pour étudier à Paris, elle doit placer sa grand-mère, atteinte de la maladie d'Alzheimer en maison de retraite. Alors, pour pouvoir payer une chambre décente à sa grand-mère ainsi que ses frais de scolarité, elle devient strip-teaseuse. Le jour, elle apprend à Sciences Po les « vertus de l’économie libérale ». La nuit, dans une boite de strip-tease Parisienne « chic », elle les pratique. Mais entre sa grand-mère vieillissante, son père haut placé qui l'a abandonnée et a refait sa vie avec une autre, le jeune barman face auquel elle n'est pas insensible, Sciences Po et sa boîte de strip-tease, Léa n'a pas choisi la facilité.

## Fiche technique
- Réalisation : Bruno Rolland, assisté de Sandrine Ray
- Scénario : Anne Azoulay, Jihane Chouaib et Bruno Rolland
- Décors : Julia Tiemann
- Costumes : Agnès Falque
- Photographie : Dylan Doyle
- Son : Nicolas Waschkowski, Alexandre Hecker et Florent Lavallée
- Montage : Emilie Garnaud
- Musique : Dinner at the thompson's
- Production : Nathalie Trafford
- Pays d'origine :  France
- Date de sortie :  France : 9 juillet 2011

## Distribution
- Anne Azoulay : Léa
- Ginette Garcin : Isabelle
- Éric Elmosnino : Julien
- Magali Muxart : Corinne
- Nina Roberts : Christie
- Nathalie Mann : la directrice
- Vinciane Millereau : professeur Sciences Po
- Thibault de Montalembert : Itzinger
- Jean-Claude Dauphin : Pierre
- Carole Franck : Philippine
- Géraldine Martineau : Alice
- Ivan Cori : Alex
- Nina Meurisse : Sonia
- Patrick Bonnel : le père

## Distinctions
- Meilleurs costumes pour Agnès Falque au Festival international Cinéma et Costumes de Moulins en 2011.